# Polemiek
Een polemiek (Grieks πόλεμέω póleméo: 'ik voer oorlog') is een openlijk, in de context van het publieke debat, gevoerde pennenstrijd, die zich afspeelt tussen twee schrijvende vakgenoten. Polemieken komen voort uit conflicterende standpunten over een actueel onderwerp, die beide opponenten betogen. Een polemiek kan zich manifesteren in elkaar opvolgende artikelen in tijdschriften of kranten, maar ook in boeken, op internetfora of in weblogs.

## Nederland
In de 19e eeuw voerde het tijdschrift De Gids reeds polemieken, maar de belangrijkste 19e-eeuwse polemisten zijn Conrad Busken Huet en Multatuli. 
In de 20e eeuw herleefde het literair genre, dankzij het literaire tijdschrift Forum, en sindsdien is het niet meer uit de Nederlandse letteren weggeweest. Na de Tweede Wereldoorlog voerde W.F. Hermans vanaf 1970 een jarenlange pennenstrijd met Aad Nuis en Renate Rubinstein, over de affaire Weinreb, een polemiek die uiteindelijk door Hermans gewonnen  werd. Berucht is verder de bundel essays van zijn hand, met de titel Mandarijnen op zwavelzuur uit 1955, waarin vrijwel niemand die er in die dagen toe deed gespaard werd.
Ook het Amsterdamse studentenweekblad Propria Cures, dat het debuutpodium vormde van onder anderen Menno ter Braak, H.A. Gomperts en Joop Goudsblom, heeft de polemiek nooit geschuwd.
Bekend in Nederland is ook het werk Het ironische van de ironie van Harry Mulisch als reactie op uitlatingen van Gerard Reve over hem. Beroemde polemisten zijn, naast de reeds genoemde Hermans, Gerrit Komrij en Jeroen Brouwers.